# Emancipatie van de Joden
De emancipatie van de Joden is de langzaam verlopen gelijkstelling of emancipatie van de Joden aan de andere burgers of onderdanen.  In het christelijke Europa werden de Joden vanwege hun afkomst en godsdienst eeuwenlang als vreemdelingen gezien. Ook het geboorterecht gold voor Joden niet.
Joden mochten geen land bezitten, bepaalde beroepen niet uitoefenen, geen lid van gilden zijn en werden op tal van manieren gediscrimineerd. Het antisemitisme werd in het recht vastgelegd.
De Europese verlichting en de daarin doorgevoerde scheiding van kerk en staat gaf de impuls voor de gelijkstelling van alle burgers, christenen en Joden. In Frankrijk waar de Franse Revolutie de Joden en de protestanten emancipeerde was in eerste instantie veel verzet merkbaar.
In de meeste landen in de wereld is de juridische gelijkstelling van de Joden voltooid. Als laatste Europese staat schafte het Ottomaanse rijk het dhimmi-systeem in 1908 in zijn geheel af, nadat reeds in 1856 met het Hatt-i Humayun een volledige gelijkberechtiging van niet-moslims in het vooruitzicht was gesteld. De maatschappelijke gelijkstelling wordt in een aantal landen door antisemitisme of haat tegen de Joodse staat Israël bemoeilijkt. In de Sharia worden Joden en christenen gediscrimineerd, met name in het procesrecht waarin hun getuigenis minder waard is dan die van een moslim. Toch zijn de Joden en christenen, "Dhimmi" genoemd, daarin niet rechteloos.

## Nederland
Napoleon I van Frankrijk draaide na zich eerst voor de Joden te hebben ingezet een deel van de gelijkstelling en emancipatie weer terug toen hij merkte dat de Joden de gehoorzaamheid aan hùn geloof en traditie boven de gehoorzaamheid aan de keizer ging, De leden van de Nederlandse Nieuwe Joodse Gemeente waren zeer enthousiast over 's-keizers uitnodiging om mee te werken aan de totstandkoming van het Grand Sanhedrin als orgaan van de Joodse gemeenschap. Van het bijeenroepen van het Grand Sanhedrin kwam vanwege de rampzalig verlopende oorlogen in Spanje en Rusland, en de plotselinge omslag in de houding van de keizer die in Polen antisemitische wetgeving afkondigde, niets.
In Nederland werden de Joden door de Bataafse Republiek geëmancipeerd. In het Koninkrijk Holland en het Koninkrijk der Nederlanden waren alle burgers, Joods of niet, gelijk voor de wet. De Duitse Rijkscommissaris Arthur Seyss-Inquart heeft tussen 1940 en 1945 een groot aantal discriminerende maatregelen tegen de Nederlandse Joden uitgevaardigd. Na de bevrijding werden deze allemaal ongeldig verklaard of ingetrokken.